# Horvátországi Magyar Református Keresztyén Egyház
A Horvátországi Magyar Református Keresztyén Egyház Horvátország egyik protestáns ill. református egyháza.

## Története
Horvátország függetlenné válásakor a vallási felekezeteknek újra kellett szervezniük az egyházaikat. A Horvátországi Református Keresztyén Egyház 1993. január 30-án alakult 30 fővel az Eszékhez tartozó Rétfaluban. Bejegyzésére 1993. február 24-én került sor. Első, megbízott püspöke Lángh Endre vinkovci lelkész lett.
A zsinati tanács 1. ülése 1998. június 27-én volt Laskón, azonban nem az egyházi alkotmányban előírt összetételben vettek részt a tagok rajta, ezért a megbízott püspök konszenzus alapján ugyanebben az évben november 7-én összehívta a 2. zsinatot. Az egyházi vezetők beszámolóját a képviselők tudomásul vették, de nem fogadták el, többek között azért, mert néhányan sikkasztottak. Az egyházi vezetők ugyanakkor megtagadták, hogy az újonnan választott vezetőségi tagok betekintsenek a korábbi zsinat dokumentumaiba.
Ezeknek a nézeteltéréseknek köszönhetően Lángh Endre vezetésével a hívek egy csoportja 1999. március 4-én megalapította a Horvátországi Református Keresztyén Egyház Püspöki Hivatalt, a későbbi Horvátországi Református Keresztyén Kálvini Egyházat. Ezzel a lépéssel a horvátországi reformátusok két részre szakadtak.
1999. június 12-én a III. országos zsinaton Kopácson felvette Horvátországi Magyar Református Keresztyén Egyház nevet, vezetőnek Kopácsi Kettős Jánost választották meg, akinek beiktatására augusztusban került sor.
2006. december 16-án Szentlászlón tartották a IX. zsinatot, amelyen az alábbi gyülekezetek delegáltjai jelentek meg:
- Vörösmart
- Csúza
- Hercegszöllős
- Sepse
- Kopács
- Bellye
- Eszék
- Szentlászló

A 2010-es években a horvátországi magyar reformátusság 60%-a tartozik az egyházhoz.
2019 novemberében született meg az a döntés az Eszéki Bíróságon, amely az egykori Jugoszláviai Református Keresztyén Egyház horvátországi jogutódját meghatározta. E döntés szerint a hivatalos jogutód a Horvátországi Magyar Református Keresztyén Egyház. A Horvátországi Református Keresztyén Kálvini Egyháznak tilos a jogutód egyház azonosításra alkalmas számait, adatait sajátként föltüntetni, használni.